# Dimetrodon
Dimetrodon je bil eden izmed rodov sinapsidov, sesalcem podobnih plazilcev in je živel med 280-265 milijoni let. Po sorodnosti je bliže sesalcem kot pravim plazilcem, kot so kuščarji in kače. Dimetrodone uvrščamo med pelikozavre.
Dimetrodon je zrasel do 3.5 m v dolžino in je bil v svojem času eden vrhunskih plenilcev. Od ostalih plazilcev jih ločimo predvsem po zobovju, ki sta ga gradili dve različni vrsti zob - ostri podočniki in bolj topi meljaki. Najbolj izrazita telesna značilnost Dimetrodonov je bilo veliko hrbtno jadro, ki je bilo verjetno prepredeno s številnimi žilami in je imelo termoregulacijsko funkcijo, morda pa so ga uporabljali tudi kot okras pri paritvenih ritualih.